# 雨含果属
雨含果属（学名：Yuhania）是一种已灭绝的植物，由深圳投资控股公司旗下的兰科中心刘仲健教授和中科院南古所王鑫教授在中国内蒙古宁城县道虎沟的中侏罗世九龙山组地层中发现。其模式种为道虎沟雨含果（Yuhania daohugouensis）。
学界目前对于侏罗纪时是否已出现被子植物尚存争议。雨含果被认为可能是一种被子植物，不过亦有学者对此存有异议。